# Les Glaces merveilleuses
Les Glaces merveilleuses és una pel·lícula muda francesa en blanc i negre dirigida per Segundo de Chomón i estrenada el 1907. Julienne Mathieu és la intèrpret principal. Dura 7 minuts.

## Sinopsi
Una maga presenta dos joves, una ballarina i un arlequí, extrets d'un doble armari. Els dissol un a un al mirall del fons, després intenta tornar-los a la realitat. Una pèrdua de temps, els dobles se superposen. Els descarta abans de notar-ne un a la seva imatge. Aleshores treu la jove de l'armari i la hi substitueix.
Sola, la ballarina treu immediatament sis ballarins que improvisen uns quants passos de ballet. Els envia, abans de desaparèixer ella mateixa per invitació de l'arlequí que reapareix.
Quedat sol, es transforma en un soldat de la Xina medieval, després allibera quatre dels seus congèneres, que fan uns quants passos de ball abans de desaparèixer. L'últim torna a ser un arlequí, que es fon amb el mirall.
La maga torna, enmig dels sis ballarins que, en un sol moviment, es transformen en mosqueters, que al seu torn es dissolen. Els dos joves enamorats reapareixen als peus del mag, celebrats amb una nova quadrilla interpretada pels sis ballarins. L'arlequí creu oportú d'interrompre'ls i, en un salt màgic, els esborra per substituir-los per monjos amb bigoti que retolen abans de desaparèixer al seu torn.
La maga se'n va amb l'arlequí. La ballarina s'adorm. S'uneix a la maga en un somni i fa que totes les pintures anteriors apareguin en un mirall gegant. Ella abraça la maga, mentre l'arlequí perfila uns darrers passos de ball.

## Repartiment
- Julienne Mathieu: la maga
- Un arlequí
- Una ballarina
- Sis ballarins
- Cinc ballarins

## Anàlisi
L'actriu Julienne Mathieu es presenta com a mestressa de cerimònies, a diferència dels artistes de la seva època, Méliès i Blackton per exemple.